# ♄
♄ (unicode U+2644) est le symbole pour :
- la planète du système solaire Saturne ;
- le dieu romain Saturne et le dieu grec Cronos (en grec ancien Κρόνος, Krónos) ;
- le plomb en alchimie. Le saturnisme est d’ailleurs le nom de la maladie correspondant à une intoxication par le plomb. Le symbole alchimique 🜪 est utilisé pour désigner le minerai de plomb.
- les plantes ligneuses (plantes vivaces ligneuses), en botanique, qui regroupent les sous-arbrisseaux, les arbrisseaux et les arbres. ;